# S/2018 J 2
S/2018 J 2 es un pequeño satélite natural exterior de Júpiter descubierto por Scott S. Sheppard el 12 de mayo de 2018, utilizando el Telescopio Víctor M. Blanco de 4,0 metros en el Observatorio Cerro Tololo, Chile. Fue anunciado por el Centro de Planetas Menores cuatro años después, el 20 de diciembre de 2022, después de que se recopilaran observaciones durante un período de tiempo lo suficientemente largo como para confirmar la órbita del satélite.
S/2018 J 2 es parte del grupo de Himalia, un cúmulo compacto de satélites irregulares prógrados de Júpiter que siguen órbitas similares a las de Himalia en semiejes mayores entre 11 y 12 millones de kilómetros e inclinaciones entre 26° y 31°. Con un diámetro estimado de 3 km para una magnitud absoluta de 16,5, se encuentra entre los miembros más pequeños conocidos del grupo de Himalia.